# Église Notre-Dame de Portbail
Pour les articles homonymes, voir Église Notre-Dame.
L'église Notre-Dame de Portbail est une ancienne église dédiée au culte catholique aujourd'hui désacralisée qui se dresse sur le territoire de l'ancienne commune française de Portbail, dans le département de la Manche, en région Normandie. L'édifice, qui sert de lieu d'expositions d'avril à septembre, est classé au titre des monuments historiques.

## Localisation
L'église Notre-Dame est située, au bord du havre de Portbail à proximité du pont aux treize arches et du baptistère paléochrétien, à Portbail commune déléguée de la commune nouvelle de Port-Bail-sur-Mer dans le département français de la Manche.

## Historique
L'édifice est le plus ancien de la région datant de l'époque romane.
Sous la nef, on a découvert, en 1968, lors de fouilles un hypocauste, vestiges de thermes d'une villa du IIe siècle,.
Les chartes de l'abbaye de Saint-Wandrille font état de l'existence de Port-Bail au VIIe siècle (670-687) et d'un monastère qui aurait été détruit par les Normands en 856. En 1026, dans une donation, l'église Notre-Dame, est le centre d'un territoire mentionné « territoire d'abbaye » de « Port Bahil ». Avant la fin du XIe siècle, l'église est donnée par Anquetil de Claids et son fils Robert, à l'abbaye bénédictine de Lessay et devint un prieuré qui sera déserté dans la seconde moitié du XIIIe siècle. Le fait que Notre-Dame soit à l'époque une simple église prieurale est conforté par la présence dans la commune de deux églises, Notre-Dame et l'église Saint-Martin de Gouey, distante de 250 mètres. Ceci s'explique par le fait que jusqu'en 1803, il existait deux paroisses distinctes : Portbail et Gouey.
C'est ce monastère restauré en 1026, qu'il convient d'attribuer à l'origine de l’église Notre-Dame, d'abord église conventuelle, puis église paroissiale qui a cessé de l'être en 1909.
En 1665, Jacques Poërier, après le décès de son père, recevra le patronage honoraire de Notre-Dame de Portbail, ainsi que celui de l'église Saint-Martin du Mesnil.

## Description

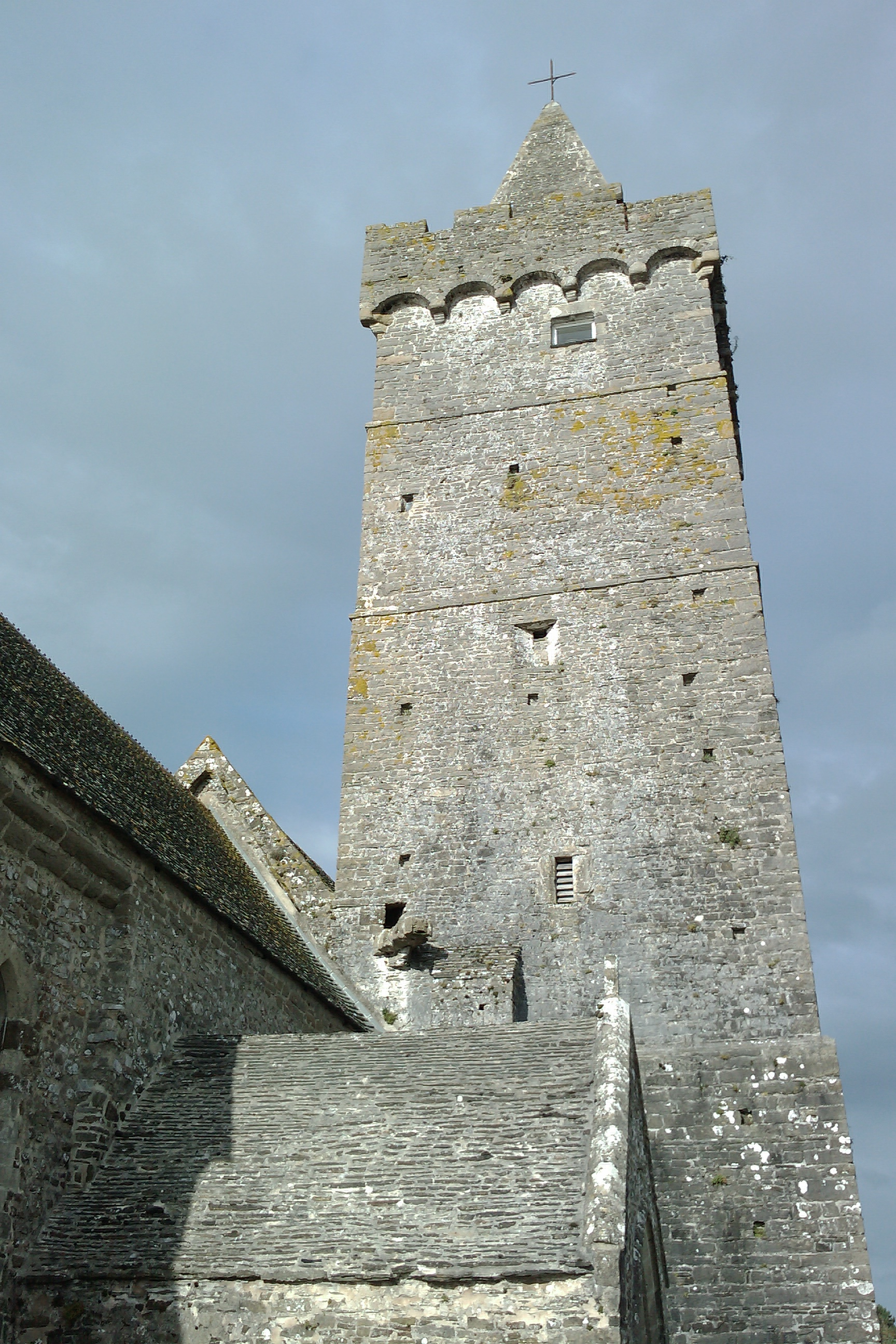
Clocher fortifié.

L'ancienneté de l'église Notre-Dame qui appartient à l'école de Lessay est confirmée par son appareil en arête-de-poisson avec des réemploi roman dans sa façade nord-ouest, ainsi qu'une porte bouchée dans la façade occidentale, et au sud-ouest, là encore une porte bouchée et un étroit jour roman.
Elle garde de son histoire une charpente en bois du XVe siècle, une litre funéraire peinte, des statues en pierres polychromes du XVIe siècle, des dalles funéraires et de magnifiques chapiteaux romans historiés du XIIe siècle,. Sa tour fortifiée a eu plusieurs fonctions : tour de guet, garde pour la défense. Aujourd'hui elle sert de point d'amer (point de repère) aux bateaux pour entrer dans le havre. Sur des clichés du début du XXe siècle, on peut voir que le clocher était peint en blanc.
De l'édifice primitif roman avec son abside en cul-de-four, il subsiste la nef unique, très simple, du XIIe siècle, avec la décoration sculptée de ses grands arcs, et le chœur qui a été modifié par l'adjonction des deux chapelles : Sainte-Barbe au XVe siècle, qui constitue la base de la tour et la chapelle seigneuriale Saint-Jacques au XVIe siècle.
Le clocher fortifié, hors-œuvre, couronné d'un chemin de ronde crénelé en encorbellement sur de faux mâchicoulis à arcatures, surmonté d'une flèche pyramidale en pierre et le transept sont du XVe siècle, comme le porche, bâti du côté méridional, et non à l'ouest comme généralement.
La seule verrière figurée de l'église, « Cœur Immaculée de Marie », est recensé à l'Inventaire général du patrimoine culturel.
Sur le mur nord de l'église, à l'intérieur de la chapelle, on peut voir un fragment de litre funéraire avec les armes peintes de la famille Hellouin : d'azur au chevron d'or, accompagné en chef de trois étoiles de même et en pointe d'un fer de lance renversé d'argent. Les Hellouin qui étaient patrons honoraires de l'église à cause de leur fief de Lanquetot, ont été anoblis par lettres de noblesse enregistrées en 1640, à la suite de l'achat en 1604 par Jean Hellouin, né à Caen, d'une charge de conseiller du Roi.

## Protection
L'église est classée au titre des monuments historiques par arrêté du 10 juillet 1968.

## Mobilier
L'église abrite diverses statues dont une Vierge à l'Enfant du XVIe siècle, et un saint Jacques du XVIe siècle, ainsi qu'une verrière de Sylvie Gaudin XXe siècle et de Champigneulle XIXe siècle.